# Чуприя (община)

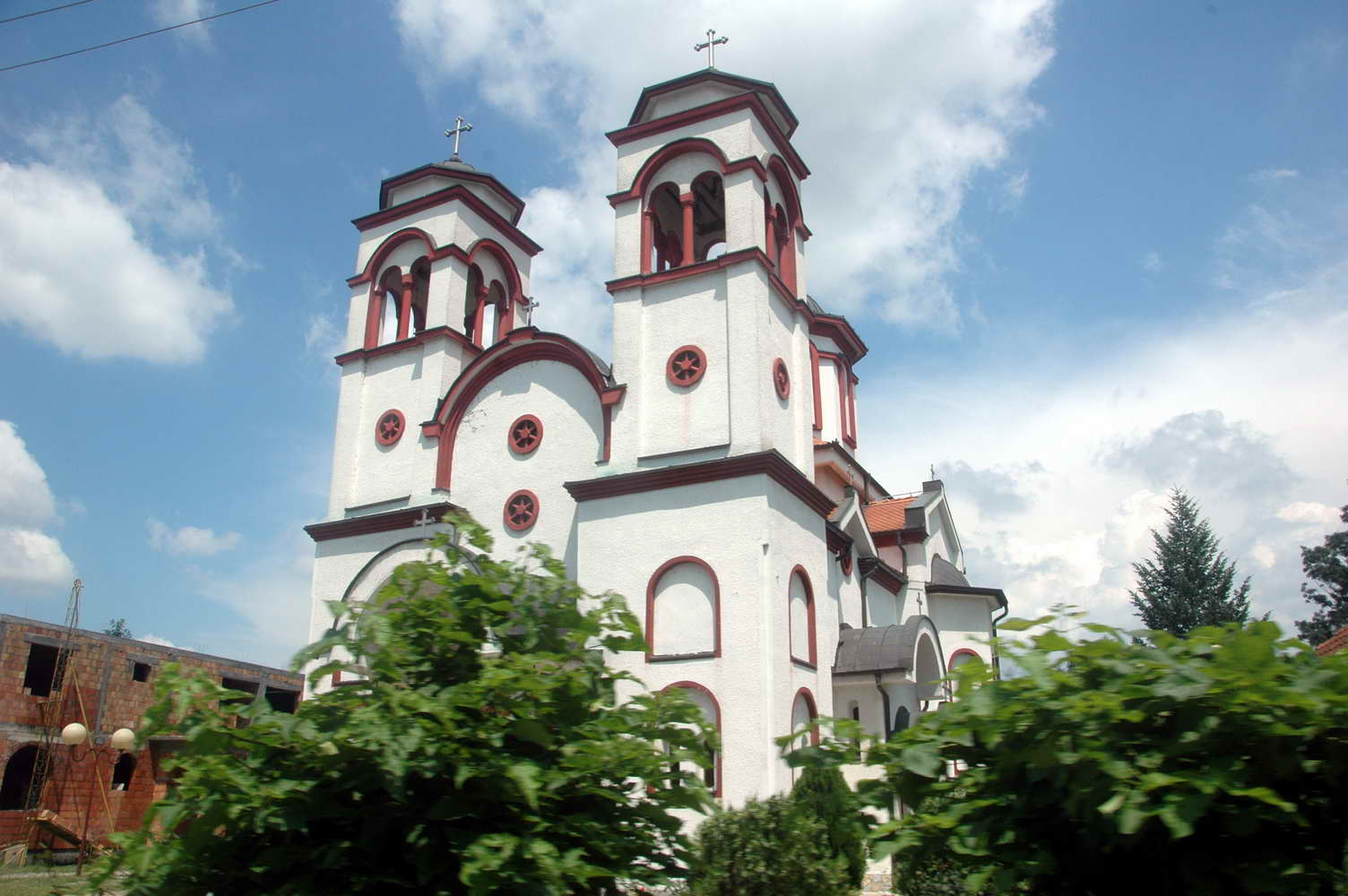
Церковь Святого Николая в Supska.

Чуприя (серб. Ћуприја) — община в Сербии, входит в Поморавский округ.
Население общины составляет 32 273 человек (2007 год), плотность населения составляет 112 чел./км². Занимаемая площадь — 287 км², из них 71,3 % используется в промышленных целях.
Административный центр общины — город Чуприя. Община Чуприя состоит из 16 населённых пунктов, средняя площадь населённого пункта — 17,9 км².

## Статистика населения общины
| Год  | Население, чел. |
| ---- | --------------- |
| 1991 | 34 880          |
| 2001 | 33 716          |
| 2002 | 33 514          |
| 2003 | 33 304          |
| 2004 | 33 128          |
| 2005 | 32 875          |
| 2006 | 32 577          |
| 2007 | 32 273          |